# Зелёный тариф

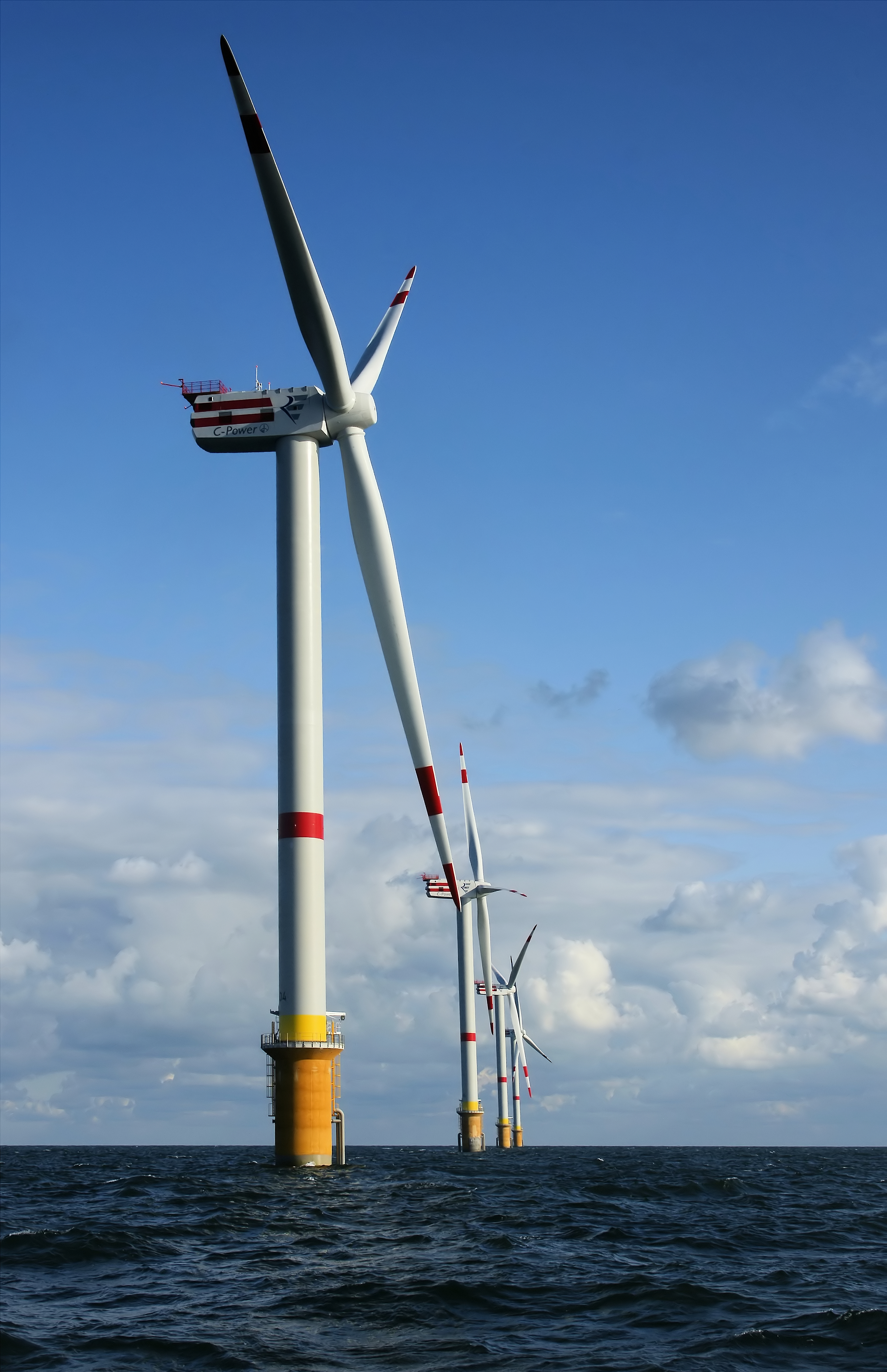
Электроэнергия, выработанная с ветрогенераторами, реализуется по зелёному тарифу.

Зелёный тариф (Тариф на подключение) (англ. Feed-in tariff) — экономический и политический механизм, предназначенный для привлечения инвестиций в технологии использования возобновляемых источников энергии.
В основе данного механизма лежат три основных фактора:
- гарантия подключения к сети;
- долгосрочный контракт на покупку всей произведённой возобновляемой электроэнергии;
- надбавка к стоимости произведённой электроэнергии[3][4].

Тарифы на подключение могут отличаться не только для разных источников возобновляемой энергии, но и в зависимости от установленной мощности ВИЭ. Как правило, надбавка к произведённой электроэнергии выплачивается в течение достаточно продолжительного периода (10-25 лет), тем самым гарантируя возврат вложенных в проект инвестиций и получение прибыли.

## История

### США
Впервые идея льготных тарифов была реализована в США в 1978 году, когда президент Джимми Картер подписал Национальный энергетический закон (National Energy Act) и Закон о регулировании коммунального хозяйства (Public Utilities Regulatory Policy Act). Цель этих законов заключалась в поощрении энергосбережения и развитии новых видов энергетических ресурсов, в том числе возобновляемых источников энергии, таких как ветровая и солнечная энергия.

## Зелёный тариф в различных странах
В 2011 году в более чем 50 странах были приняты законы, регулирующие выработку электроэнергии при помощи зелёных тарифов.

### Украина
Согласно Закону Украины «Об электроэнергетике» № 575/97-ВР от 16.10.1997, «зелёный» тариф является специальным тарифом, по которому закупается электричество, произведённое с использованием альтернативных источников электроэнергии. Зелёный тариф не распространяется на электричество, произведённое из коксового и доменного газа, гидроэлектростанциями (только мини-, микро- и малые гидроэлектростанции).
Оптовый рынок электроэнергии Украины в лице ГП «Энергорынок» обязан покупать электроэнергию по «зелёному» тарифу. Возможность продаж по «зелёному» тарифу напрямую потребителям предусмотрена. В соответствии с законом об электроэнергетике, размеры «зелёного» тарифа утверждаются для каждого производителя.
Схема стимулирования производства электроэнергии с помощью «зеленого» тарифа будет действовать до 01.01.2030 года и распространяться на субъекты, производящие электроэнергию из возобновляемых источников энергии.
Согласно данному закону, ставки «зелёного тарифа», для энергии выработанной частными солнечными станциями, мощность которых не превышает 30 кВт будет составлять:
|                                | Дата введения станции в эксплуатацию | Дата введения станции в эксплуатацию | Дата введения станции в эксплуатацию | Дата введения станции в эксплуатацию | Дата введения станции в эксплуатацию | Дата введения станции в эксплуатацию | Дата введения станции в эксплуатацию | Дата введения станции в эксплуатацию |
| с 01.04.2013 по 31.12.2014     | c 01.01.2015 по 30.06.2015           | c 01.07.2015 по 31.12.2015           | c 01.01.2016 по 31.12.2016           | c 01.01.2017 по 31.12.2018           | c 01.01.2019 по 31.12.2019           | c 01.01.2020 по 31.12.2024           | c 01.01.2025 по 31.12.2029           |                                      |
| ------------------------------ | ------------------------------------ | ------------------------------------ | ------------------------------------ | ------------------------------------ | ------------------------------------ | ------------------------------------ | ------------------------------------ | ------------------------------------ |
| Тариф, Евро, за кВт*ч, без НДС | 0,3587                               | 0,3266                               | 0,1976                               | 0,1901                               | 0,181                                | 0,181                                | 0,1626                               | 0,1449                               |

На окупаемость домашней солнечной электростанции влияет целый ряд факторов — собственное потребление, географическое расположение, цена станции и прочее. Влияние  факторов можно учесть используя бесплатный калькулятор.

### Россия
24 июля 2017 года Правительство РФ утвердило «План мероприятий по стимулированию развития генерирующих объектов на основе возобновляемых источников энергии с установленной мощностью до 15 кВт».
В утверждённом плане говорится, что в так называемых ценовых зонах оптового энергорынка (европейская часть РФ, Урал и Сибирь) цена покупки будет равна средневзвешенной нерегулируемой цене на энергию, рассчитанной «в установленном порядке». В неценовых зонах оптового рынка — Архангельской и Калининградской областях, Республике Коми и на Дальнем Востоке — электроэнергия будет продаваться по регулируемой цене. В изолированных энергосистемах электроэнергия будет продаваться по минимальной цене производства, установленной уполномоченным органом исполнительной власти.